# رف

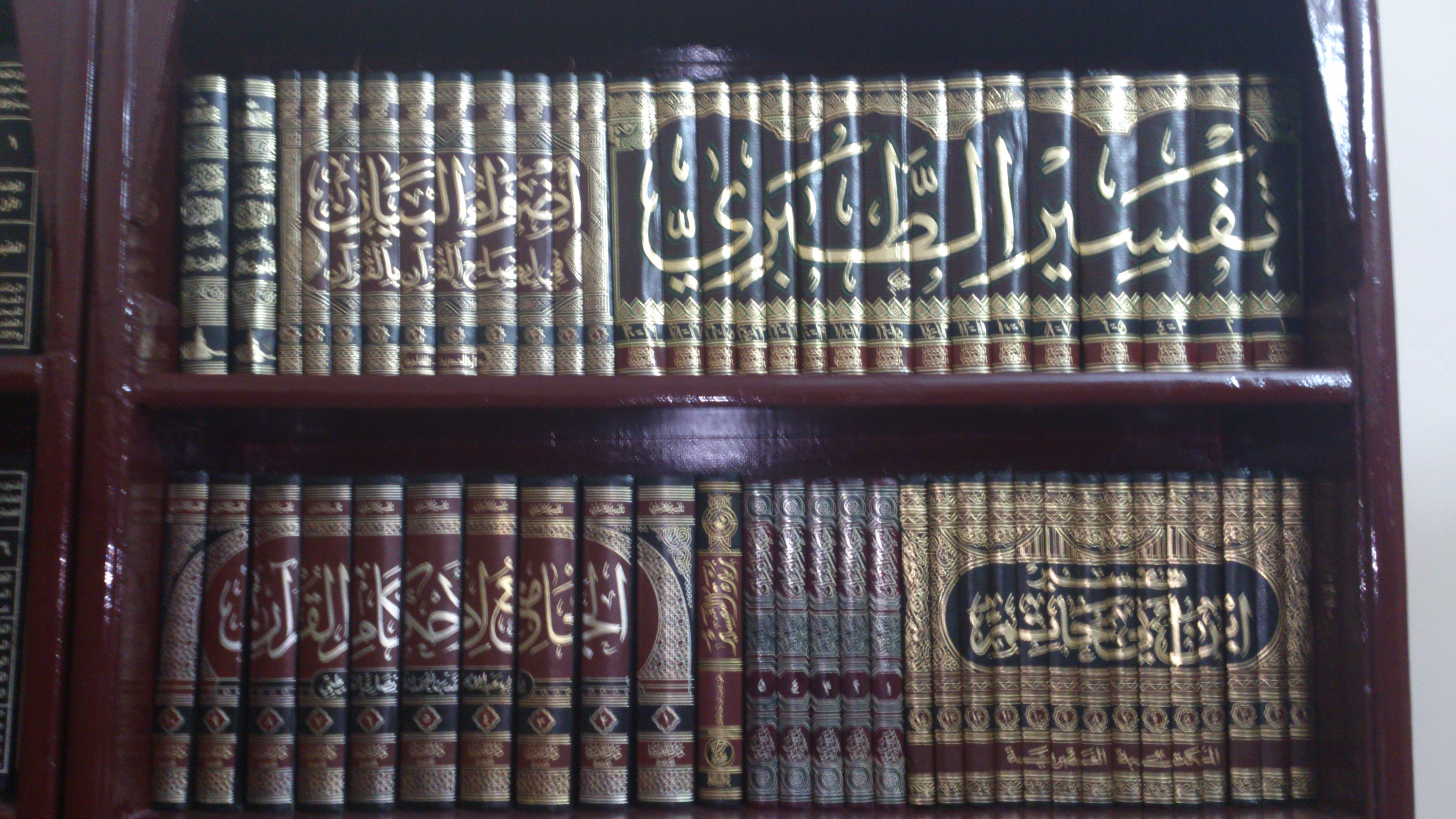
رفوف خشبية عليها بعض الكتب.

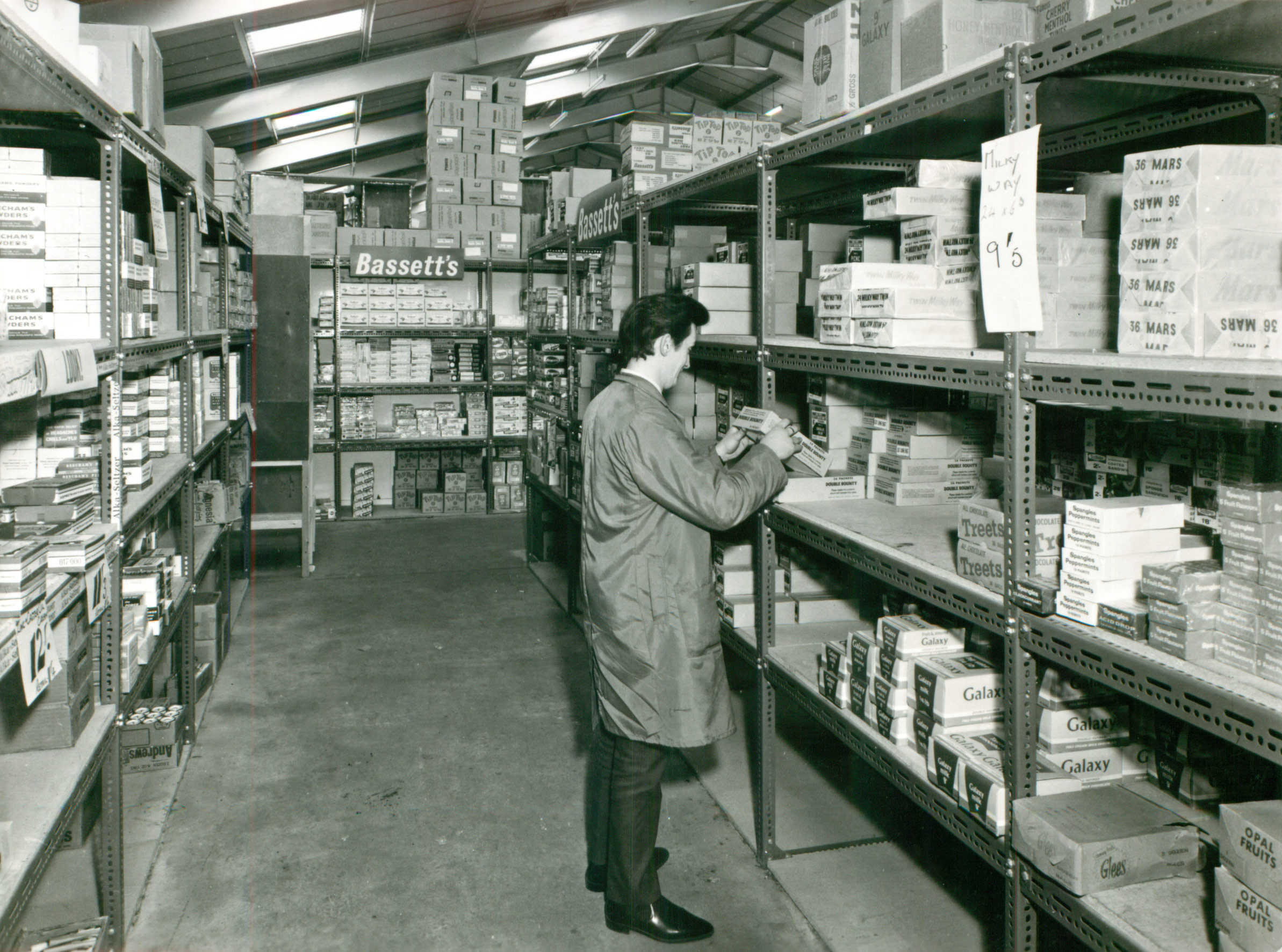
رفوف معدنية.

الرَّفُّ (الجمع: رُفُوف) هو سطح مصنوع من المعدن أو من الخشب، يُثبت حرفه في الحائط أو في أعمدة جانبية، ويوضع في المتاجر أو المنازل أو المكاتب أو المستودعات، وتُوضع عليه الأواني والكتب والمستلزمات الأخرى.